# Joseph Biles Anthony
Joseph Biles Anthony (* 19. Juni 1795 in Philadelphia, Pennsylvania; † 10. Januar 1851 in Williamsport, Pennsylvania) war ein US-amerikanischer Politiker. Zwischen 1833 und 1837 vertrat er den Bundesstaat Pennsylvania im US-Repräsentantenhaus.

## Werdegang
Joseph Anthony besuchte die öffentlichen Schulen seiner Heimat. Nach einem anschließenden Jurastudium und seiner Zulassung als Rechtsanwalt begann er in diesem Beruf zu arbeiten. Gleichzeitig schlug er als Mitglied der damals gegründeten Demokratischen Partei eine politische Laufbahn ein. In den Jahren 1830 bis 1833 gehörte er dem Senat von Pennsylvania an.
Bei den Kongresswahlen des Jahres 1832 wurde Anthony im 16. Wahlbezirk von Pennsylvania in das US-Repräsentantenhaus in Washington, D.C. gewählt, wo er am 4. März 1833 die Nachfolge von Harmar Denny antrat. Nach einer Wiederwahl konnte er bis zum 3. März 1837 zwei Legislaturperioden im Kongress absolvieren. Seit dem Amtsantritt von Präsident Andrew Jackson im Jahr 1829 wurde innerhalb und außerhalb des Kongresses heftig über dessen Politik diskutiert. Dabei ging es um die umstrittene Durchsetzung des Indian Removal Act, den Konflikt mit dem Staat South Carolina, der in der Nullifikationskrise gipfelte, und die Bankenpolitik des Präsidenten.
Nach dem Ende seiner Zeit im US-Repräsentantenhaus arbeitete Joseph Anthony als Richter in seinem Heimatstaat. Seit 1844 bis zu seinem Tod war er Vorsitzender Richter im achten Gerichtsbezirk von Pennsylvania. Er starb am 10. Januar 1851 in Williamsport, wo er auch beigesetzt wurde.